# Comté d'Urgell
Pour les articles homonymes, voir Urgell (homonymie).
798–1413
Entités précédentes :
- Royaume franc

Entités suivantes :
- Couronne d'Aragon
- Principauté de Catalogne

Le comté d'Urgell est un ancien comté catalan.
Il est constitué en 798 par le roi des Francs Charlemagne au sein de la marche hispanique du royaume franc carolingien, afin de lutter contre les musulmans qui ont conquis l'Espagne et les Pyrénées. Il est constitué dans la haute plaine du Sègre, entre El Pont de Bar et Oliana. La ville de La Seu d'Urgell, capitale politique, religieuse et commerciale du comté, connaît un fort développement. Les comtes d'Urgell sont les représentants du pouvoir royal franc.
Dès la première moitié du Xe siècle, l'autorité comtale est captée par la puissante famille des Bellonides, en la personne de Sunifred. À la fin du siècle, le pouvoir se transmet parmi les descendants de Sunifred II (ca). En 1130, le comte d'Urgell conquiert la ville de Balaguer, où il transfère sa cour.
En 1410, le comte d'Urgell, Jacques II, est pris dans les troubles de l'interrègne qui suit la mort du roi d'Aragon, Martin Ier et voit ses partisans, les « urgellistes », affronter leurs adversaires, les « anti-urgellistes ». Il est finalement battu par son principal opposant et nouveau roi d'Aragon, Ferdinand de Trastamare : en 1413, le comté d'Urgell disparaît, réuni à la couronne d'Aragon.

## Histoire
Le comté d'Urgell fut créé, à l'époque carolingienne, au sein du Royaume franc. Sa capitale était initialement Castellciutat puis, à compter de 1105, Balaguer. Le noyau de ce comté était La Seu d'Urgell. Les comtes d'Urgell sont mentionnés pour la première fois en 981. Ils sont devenus maîtres de la vallée de Castelbon, dont ils ont pris le nom en 1126.
En 798, le comté est confié à Borrell Ier, comte d'Osona  en 799. Son territoire correspond à l'actuel haut-Urgell, soit les vallées de plusieurs affluents de la haute-vallée du Sègre, comme la Valira, et les régions entre El Pont de Bar et Oliana. 
Au cours du XIe siècle, le comté se développe : les comtes d'Urgell qui, à partir de 993, sont soucieux de garantir l'autonomie de leur territoire, agrandissent leur domaine vers le sud. Ils luttent aussi bien contre les musulmans de la Marche supérieure que contre les comtes catalans voisins de Barcelone ou de Pallars. Le comté est cependant intégré dans la couronne d'Aragon et, en 1314, il échoit à Thérèse d'Entença, l'épouse du roi d'Aragon, Alphonse IV. Celui-ci confie finalement le comté à son fils cadet, Jacques Ier. Mais en 1410, à la mort du roi Martin Ier, Jacques II prétend au trône d'Aragon et s'oppose à Ferdinand de Trastamare : refusant de reconnaître sa défaite, il est poursuivi, ses biens confisqués et le comté réuni au domaine de la couronne d'Aragon comme partie de la principauté de Catalogne.

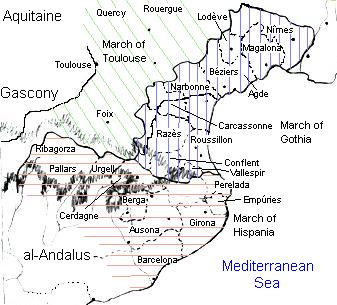
Le comté d'Urgell parmi les comtés pyrénéens au début du IXe siècle.
Le comté d'Urgell, partie de la Principauté de Catalogne (1130).
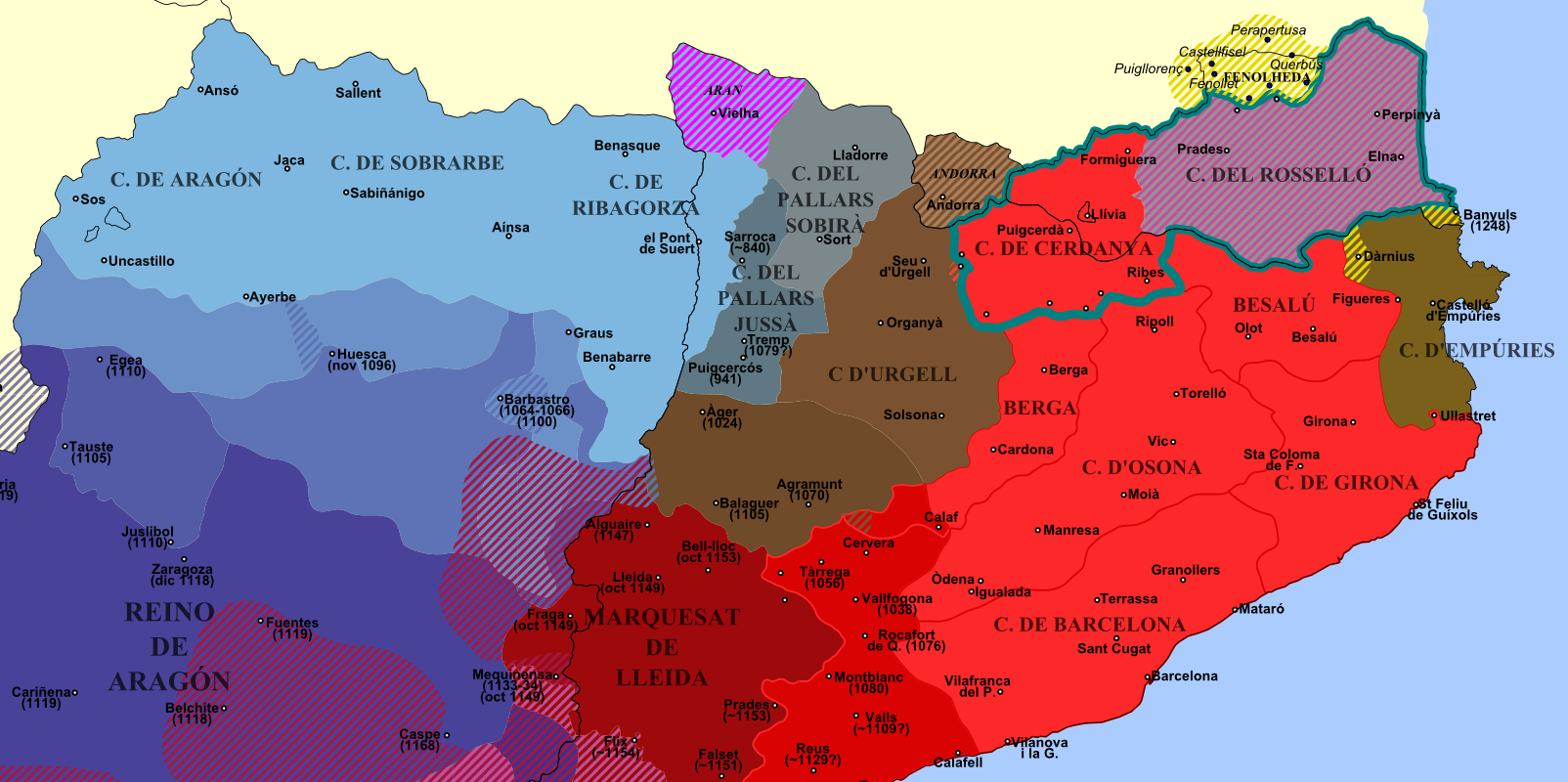
Les comtés des Pyrénées orientales aux XIe et XIIe siècles.